# Collegio di Waveney Valley
Waveney Valley è un collegio elettorale inglese situato nel Norfolk e Suffolk nell'Est dell'Inghilterra, e rappresentato alla Camera dei Comuni del Parlamento del Regno Unito. Elegge un membro del Parlamento con il sistema first-past-the-post, ossia maggioritario a turno unico; l'attuale parlamentare è Adrian Ramsay dei Verdi, che rappresenta il collegio dal 2024.

## Estensione
Il collegio è costituito dai seguenti ward:
- nel distretto di East Suffolk: Bungay and Wainford e Halesworth and Blything;
- nel Mid Suffolk: Bacton; Eye; Fressingfield; Gislingham; Haughley, Stowupland and Wetherden; Hoxne and Worlingworth; Mendlesham; Palgrave; Rickinghall; Stradbroke and Laxfield e Walsham-le-Willows;
- nel South Norfolk: Beck Vale, Dickleburgh and Scole; Bressingham and Burston; Bunwell; Diss and Roydon; Ditchingham and Earsham e Harleston.[1]

## Membri del Parlamento
| Elezione | Elezione | Deputato      | Partito |
| -------- | -------- | ------------- | ------- |
|          | 2024     | Adrian Ramsay | Verdi   |

## Elezioni

### Elezioni negli anni 2020
| Partito                    | Partito                                  | Candidato                  | Risultati 4 luglio 2024 | Risultati 4 luglio 2024 |
| Partito                    | Partito                                  | Candidato                  | Voti                    | %                       |
| -------------------------- | ---------------------------------------- | -------------------------- | ----------------------- | ----------------------- |
|                            | Verdi                                    | Adrian Ramsay              | 20 467                  | 41,73                   |
|                            | Conservatore                             | Richard Rout               | 14 874                  | 30,33                   |
|                            | Reform UK                                | Scott Huggins              | 7 749                   | 15,80                   |
|                            | Laburista                                | Gurpreet Padda             | 4 621                   | 9,42                    |
|                            | Lib Dem                                  | John Shreeve               | 1 214                   | 2,48                    |
|                            | Social Democratico                       | Maya Severyn               | 118                     | 0,24                    |
|                            |                                          |                            |                         |                         |
| Iscritti                   | Iscritti                                 | Iscritti                   | 71 629                  | 100,00                  |
| ↳ Votanti (% su iscritti)  | ↳ Votanti (% su iscritti)                | ↳ Votanti (% su iscritti)  | 49 043                  | 68,47                   |
| ↳ Astenuti (% su iscritti) | ↳ Astenuti (% su iscritti)               | ↳ Astenuti (% su iscritti) | 22 586                  | 31,53                   |
|                            |                                          |                            |                         |                         |
|                            | Esito: collegio a Verdi (nuovo collegio) |                            |                         |                         |